# Johanne Hauge Harviken
Johanne Hauge Harviken (* 12. September 1997) ist eine norwegische Skilangläuferin.

## Werdegang
Harviken, die für den Strandbygda IL startet, nahm bis 2017 an Juniorenrennen teil und startete im Dezember 2017 in Vuokatti erstmals im Scandinavian-Cup, wo sie den 29. Platz über 10 km Freistil errang. In der Saison 2019/20 gab sie in Lillehammer ihr Debüt im Skilanglauf-Weltcup, wobei sie den 40. Platz im Skiathlon errang und kam bei den U23-Weltmeisterschaften 2020 in Oberwiesenthal auf den 23. Platz im 15-km-Massenstartrennen sowie auf den 18. Rang im Sprint. Zudem wurde sie mit drei Top-Zehn-Platzierungen, darunter Platz drei über 10 km Freistil in Vuokatti, Sechste in der Gesamtwertung des Scandinavian-Cups. In der Saison 2022/23 holte sie in Lillehammer mit dem 35. Platz im Sprint ihre ersten Weltcuppunkte und erreichte mit drei Ergebnissen unter den ersten Zehn den fünften Platz in der Scandinavian-Cup-Gesamtwertung. In der folgenden Saison kam sie in Oslo mit dem 34. Platz im 50-km-Massenstartrennen im Weltcup erneut in die Punkteränge und mit fünf Top-Zehn-Resultaten im Scandinavian-Cup, darunter Rang drei im Sprint in Hommelvik, auf den vierten Platz in der Gesamtwertung des Scandinavian-Cups. In der Saison 2024/25 erreichte sie im Engadin mit dem achten Platz im Sprint ihre Top-Zehn-Platzierung im Weltcup.